# John L. Holland
John Lewis Holland (21 de octubre de 1919 - 27 de noviembre de 2008) fue un psicólogo y profesor emérito estadounidense de la Universidad Johns Hopkins. Fue el creador del Modelo tipológico Holland, comúnmente conocido como el Código Holland.

## Educación y Carrera
Holland nació y creció en Omaha (Nebraska). A la edad de 20 años su padre  emigró desde Inglaterra a los Estados Unidos. Inicialmente trabajaba como obrero, y más tarde se convirtió en un ejecutivo de publicidad luego de asistir a la escuela nocturna en la YMCA. Su madre fue profesora de escuela primaria. El matrimonio tuvo cuatro hijos.
Holland se graduó de la escuela secundaria Central High, Omaha Nebraska en 1938, y de la Universidad de Nebraska (en ese entonces Universidad Municipal de Omaha) en 1942. Recibió su grado de B.A. en Psicología (además de estudiar Francés y matemática). Holland se unió al ejército tras graduarse de la universidad, involucrándose así en los eventos de la Segunda Guerra Mundial. Permaneció con el ejército hasta 1946, trabajando como entrevistador, procurador, obrero, psicólogo y aplicador del test Wechsler. Esta experiencia le llevó a creer que mucha gente ejemplifica tipos psicológicos comunes, aunque su labor también le hizo pensar que las personas son infinitamente complejas. También tuvo la oportunidad de trabajar y ganar experiencia con trabajadores sociales, psicólogos y físicos, experiencias que estimularon su deseo por convertirse en psicólogo.
Después de dejar el ejército, entró al programa doctoral en psicología de la Universidad de Minnesota, recibiendo su grado de Maestro en 1947 y de Doctor en 1952.
Holland fue un estudiante "promedio" en Minnesota, donde tuvo "problemas encontrando un tema interesante" para su tesis doctoral. Finalmente desarrolló una tesis que exploraba las "especulaciones sobre el arte y la personalidad [...] Este tema de investigación no encajó bien con los otros estudiantes ni con la facultad, a pesar de su simplicidad empírica. Eventualmente obtuvo el grado de doctor.
Holland se unió al departamento de Sociología de la Universidad Johns Hopkins en 1969, donde publicó algunas de sus más importantes investigaciones sobre personalidad y elección vocacional. Se retiró de la Johns Hopkins en 1980, pero continuó su investigación hasta su muerte en 2008.